# Tomislao I di Croazia
Tomislao I, o Tomislav (... – 928), fu un sovrano di Croazia durante il Medioevo.
Regnò dal 910 al 928, dapprima come duca dei Croati (dux Croatorum), poi nel 925 divenne il primo re (rex Croatorum) del Regno di Croazia.
Era probabilmente figlio di Muncimir di Croazia, un duca croato. Tomislao fu uno dei più celebri membri della dinastia dei Trpimirović. Unì i Croati della Dalmazia e della Pannonia in un unico regno nel 925, costituendo un unico Stato dalla Drava al mar Adriatico.

## Duca
Tomislao sconfisse i Magiari e arginò l'invasione degli Arpadi che furono costretti a indietreggiare fino alla Drava. Come duca nel suo regno, secondo le disposizioni dell'imperatore bizantino Costantino VII Porfirogenito (De administrando imperio del 950), Tomislao era alla guida di un vasto corpo militare composto da oltre 100.000 fanti e 60.000 cavalieri e una flotta di 180 navi. L'espansionismo bulgaro che in quegli anni minacciava il suo regno lo portò a sancire un trattato con Simeone I. Nel 923 il Patriarca di Costantinopoli e l'imperatore bizantino proposero di accettare il trattato se il papa Giovanni X avesse riunito la chiesa di Roma a quella di Costantinopoli. Il papa da parte sua chiese che il Patriarca di Costantinopoli passasse alla Chiesa di Roma l'autorità religiosa sulle città dalmate bizantine. Fu così che l'imperatore bizantino diede a Tomislao l'amministrazione politica delle città dalmate (Zara, Spalato, Traù) e quella religiosa alla chiesa di Roma. Nel 921 Simeone I di Bulgaria devastò la Rascia.

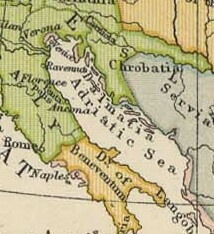
I primi insediamenti croati in Dalmazia (VII sec.).

## Re dei Croati
Nel 925 il papa organizzò un sinodo a Spalato per stabilire se Tomislao I avesse diritto di sovranità anche sui territori dell'Arcidiocesi di Nona. Il duca Croato fu riconosciuto così come re (rex Croatorum). Secondo fonti medievali successive egli fu incoronato a Duvno, anche se le fonti contemporanee non registrano l'evento. Al sinodo di Spalato i fautori del vescovo romano Gregorio di Nona, vescovo, furono sconfitti e la diocesi fu annessa a quella di Spalato. Fu anche vietato l'uso della lingua slava nella liturgia, che doveva esser sostituito ovunque dal latino.
Nel 924 i bulgari ,sotto la guida di Simeone I, distrussero il regno Serbo e buona parte della sua popolazione migrò nei territori di Tomislao. Furono inseguiti da un'armata bulgara condotta da Alogoboturum, ma Tomislao arrestò la sua avanzata nel territorio Croato e lo sconfisse nella Battaglia di Bosnia nel 927.
Le cause della sua morte sono ignote, sappiamo che dal 928 scomparve dalle scene politiche internazionali. Alcuni sostengono sia stato avvelenato per ordine del Papa, perché egli non sostenesse i fautori della messa in glagolitico contro la volontà pontificia di riservare anche per la Croazia la liturgia latina. Gli succedette Trpimir II, forse suo fratello o figlio.

## Il regno di Tomislao
Gli storici croati non sono concordi su quale territorio appartenesse effettivamente al regno di Tomislao. Ivo Goldstein sostiene nel suo Hrvatski rani srednji vijek che Tomislao non regnò mai sulla Bosnia. È diffusa nella maggior parte dei testi di storia e nell'opinione degli studiosi croati l'idea che Tomislao abbia posseduto circa il 60% o l'80% dell'attuale Bosnia ed Erzegovina. Altre fonti storiografiche sono meno precise. La questione è comunque di scarsa rilevanza scientifica, sollevata per lo più da moderne rivalità politiche fra Serbi e Croati.

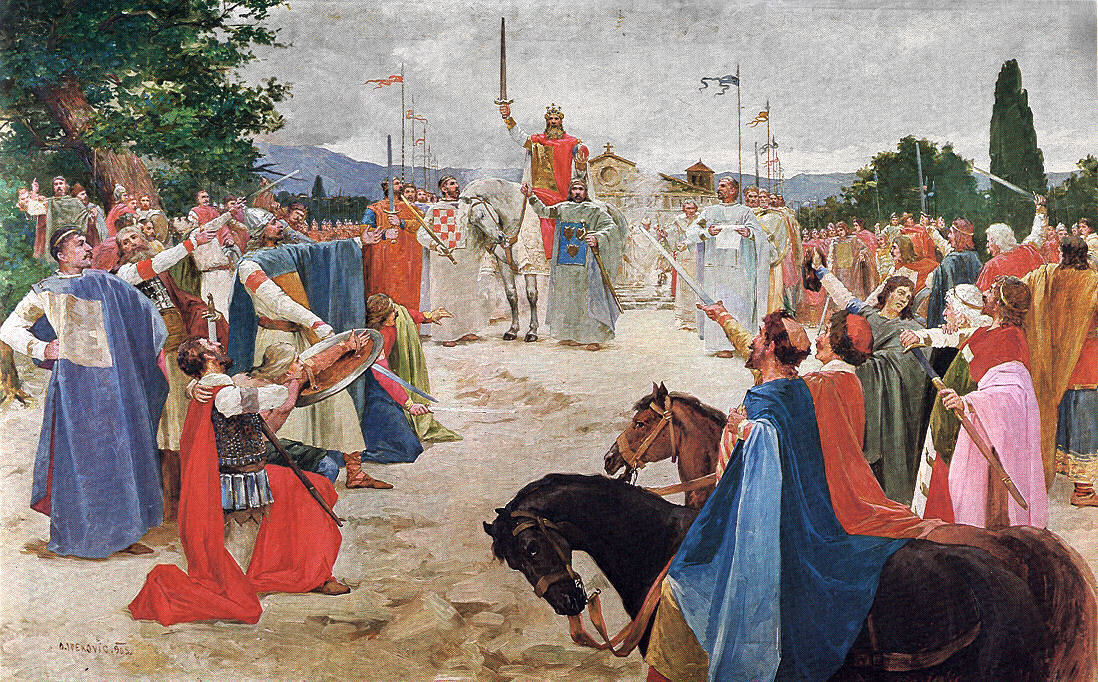
Incoronazione di re Tomislao (dipinto moderno)

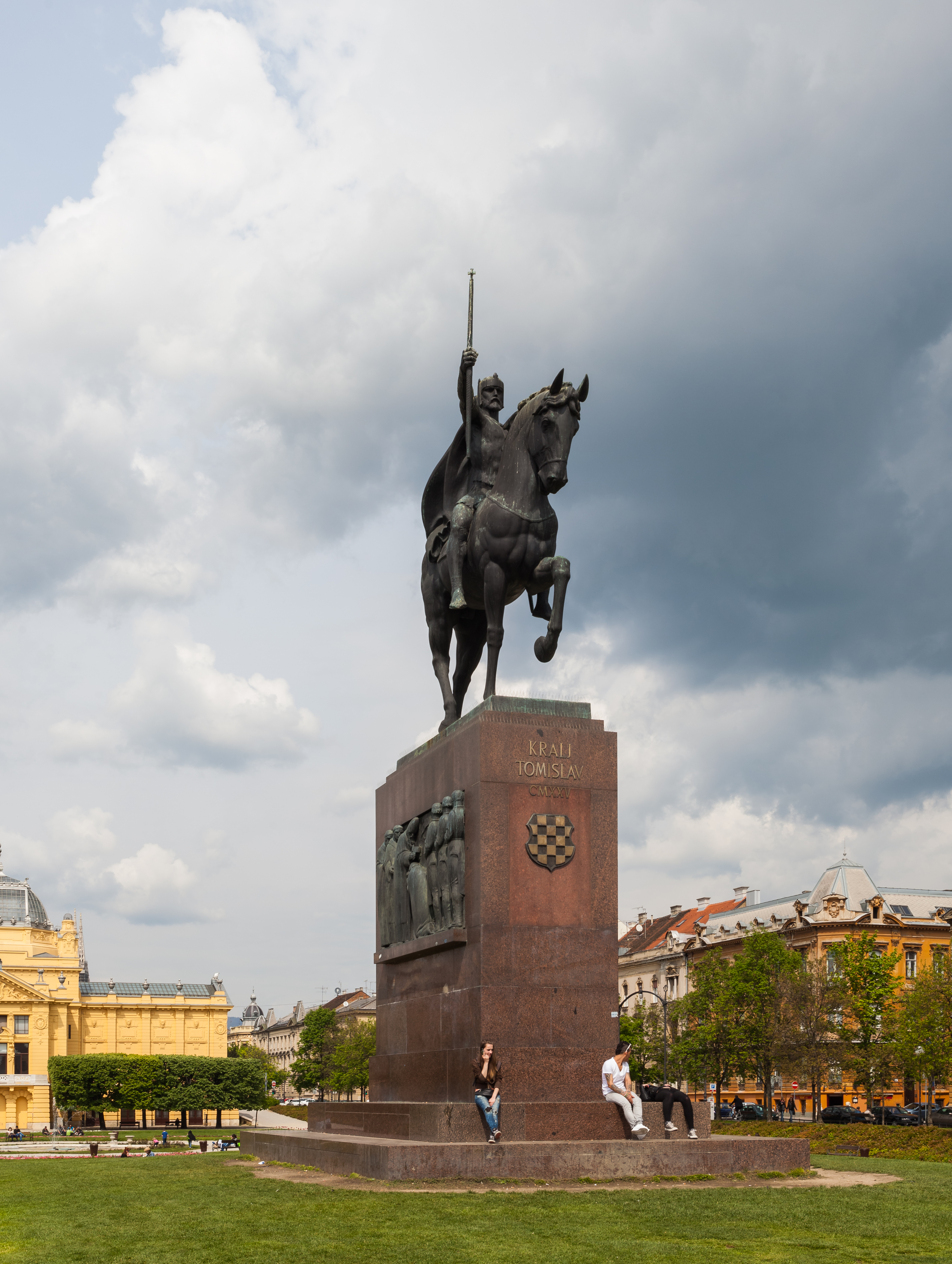